# Esopianeti potenzialmente abitabili

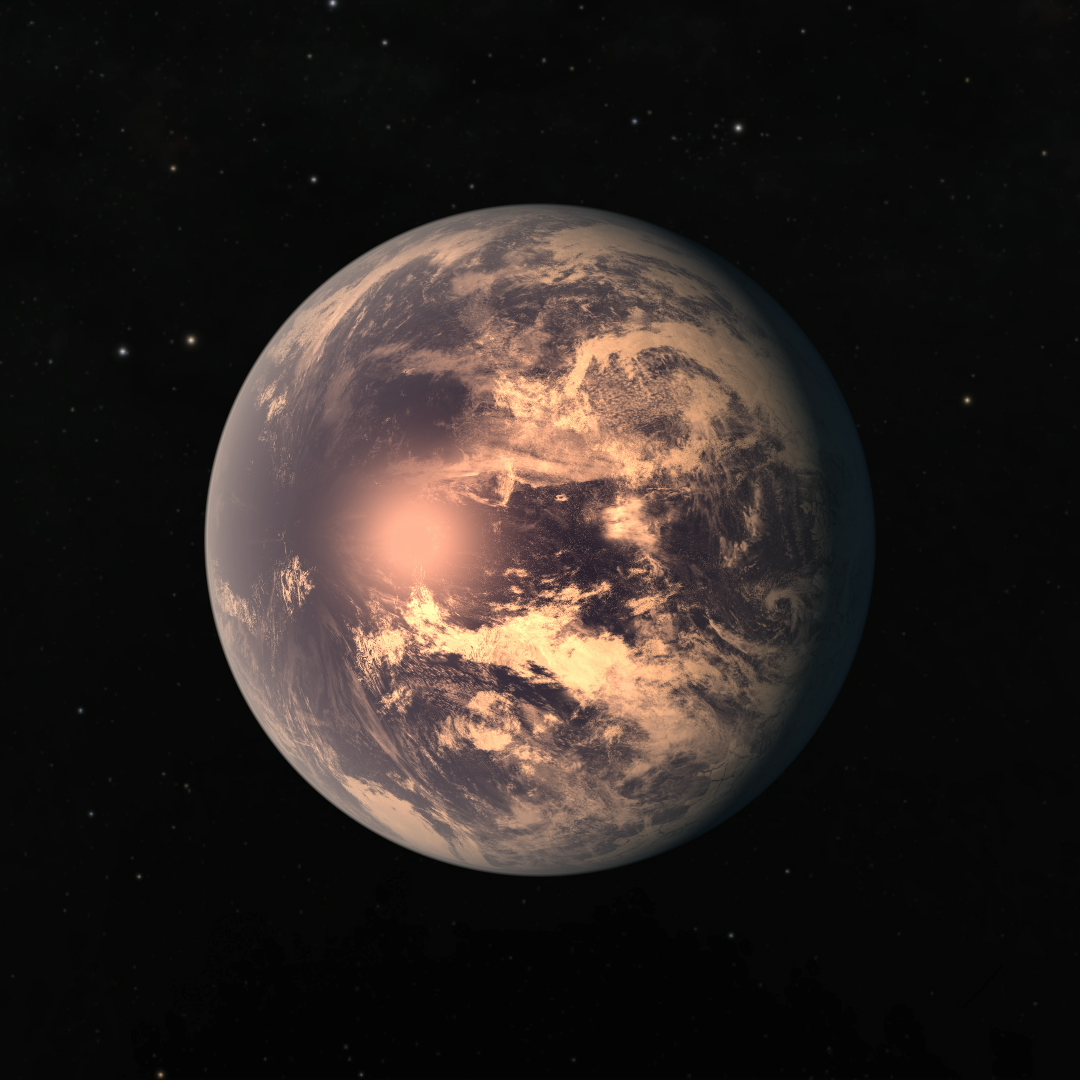
Una rappresentazione artistica di TRAPPIST-1 e, un "pianeta terrestre" che si trova all'interno della zona abitabile della sua stella.

Questa è la lista degli esopianeti potenzialmente abitabili, ordinata secondo l'indice di similarità terrestre. La lista è basata sui dati del Catalogo degli esopianeti abitabili, pubblicati dal Planetary Habitability Laboratory dell'Università di Porto Rico ad Arecibo. Al 20 dicembre 2023, sono 63 i pianeti extrasolari confermati potenzialmente abitabili.

## Pianeti extrasolari situati in una zona abitabile "conservativa"
Nella seguente lista sono presenti i pianeti extrasolari che hanno maggiori probabilità di avere una composizione rocciosa (che secondo le più recenti ricerche richiede un raggio minore di 1,5 r⊕ e una massa inferiore a 6 M⊕) e che orbitano nella zona abitabile "conservativa", ossia quella parte della zona abitabile dove le condizioni favorevoli rimangono tali per buona parte della vita della stella nella sequenza principale.
| Oggetto       | Stella              | Tipo spett. | Massa (M⊕)      | Raggio (R⊕)  | Flusso (F⊕) | Teq (K) | Periodo (giorni) | Distanza (a.l.) | ESI  | Note         |
| ------------- | ------------------- | ----------- | --------------- | ------------ | ----------- | ------- | ---------------- | --------------- | ---- | ------------ |
| Terra         | Sole                | G2V         | 1,00            | 1,00         | 1,00        | 255     | 365,24           | -               | 1.00 |              |
| Teegarden b   | Stella di Teegarden | M6.5V       | 1,05            | -            | 1,15        | 298     | 4,91             | 12,5            | 0.95 | [ 2 ]        |
| TOI-700 d     | TOI-700             | M2V         | 2,26+0,70 −0,52 | 1,19±0,11 r⊕ | 0,87        | 278     | 37,43            | 101,5           | 0.93 | [ 3 ]        |
| Kepler-1649 c | Kepler-1649         | M5V         | 1,2             | 1,06         | 1,23        | 303     | 19,5             | 300             | 0.92 | [ 4 ]        |
| TRAPPIST-1 d  | TRAPPIST-1          | M8V         | 0,41            | 0,77         | 1,12        | 296     | 4,05             | 39              | 0.91 | [ 5 ]        |
| LP 890-9 c    | LP 890-9            | M6V         | <25,3           | 1,367        | 0,91        | 272     | 8,46             | 105             | 0.89 | [ 5 ]        |
| Proxima b     | Proxima Centauri    | M6Ve        | 1,17            | 1,3          | 0,70        | 257     | 11,19            | 4,224           | 0.87 | [ 6 ]        |
| K2-72 e       | K2-72               | M2V         | 2,7+7,1 −1,5    | 0,82         | 1,30        | 307     | 24,2             | 228             | 0.87 | [ 7 ]        |
| Gliese 1002 b | Gliese 1002         | M5.5V       | ≥1,36           | ~ 1,10       | 0,67        | 261     | 10,4             | 15,8            | 0.86 | [ 1 ]        |
| Gliese 1061 d | Gliese 1061         | M5.5V       | 1,68            | -            | 0,69        | 247     | 13               | 11,9            | 0.86 | [ 8 ]        |
| Gliese 1061 c | Gliese 1061         | M5.5V       | 1,75            | -            | 1,45        | 311     | 4,05             | 11,9            | 0.86 | [ 8 ]        |
| Ross 128 b    | Ross 128            | M4V         | 1,2             | -            | 1,48        | 317     | 9,87             | 11,1            | 0.86 | [ 8 ]        |
| Gliese 273 b  | Stella di Luyten    | M3.5V       | 2,89            | ~1,35        | 1,06        | 291     | 18,65            | 12,4            | 0.85 | [ 1 ]        |
| TRAPPIST-1 e  | TRAPPIST-1          | M8V         | 0,62            | 0,92         | 0,65        | 258     | 6,1              | 39              | 0.85 | [ 5 ]        |
| Kepler-296 Ae | Kepler-296          | K7V         | —               | 1,28         | 1,00        | 282     | 34,14            | 737             | 0.85 | [ 9 ]        |
| Kepler-442 b  | Kepler-442          | K5V         | 2,3+5,9 −1,3    | 1,34         | 0,70        | 263     | 112,3053         | 1291,6          | 0.84 | [ 1 ]        |
| Gliese 667 Cf | Gliese 667 C        | M3V         | ≥2,54           | -            | 0,56        | 249     | 39               | 23,62           | 0.76 | [ 1 ]        |
| Kepler-62 f   | Kepler-62           | K2V         | ≥2,54           | -            | 0,41        | 230     | 267              | 981             | 0.68 | [ 1 ]        |
| TRAPPIST-1 f  | TRAPPIST-1          | M8V         | 0,68            | 1,04         | 0,37        | 225     | 9,2              | 39              | 0.68 | [ 5 ]        |
| Teegarden c   | Stella di Teegarden | M6.5V       | ≥ 1.11          | -            | 0,37        | 225     | 11,4             | 12,5            | 0.68 | [ 2 ]        |
| Kepler-1229 b | Kepler-1229         | M?V         | 2,54            | 1,4          | 0,32        | 217     | 86,8             | 865             | 0.62 | [ 1 ]        |
| Kepler-186 f  | Kepler-186          | M1V         | 3               | 1,44         | 0,29        | 212     | 130              | 6580            | 0.61 | [ 1 ] [ 10 ] |
| Gliese 667 Ce | Gliese 667 C        | M3V         | ≥2,54           | 1,45         | 0,30        | 213     | 62,2             | 23,62           | 0.60 | [ 1 ]        |
| Gliese 1002 c | Gliese 1002         | M5.5V       | ≥1,36           | ~ 1,10       | 0,26        | 205     | 21,2             | 15,8            | 0.58 | [ 1 ]        |
| TRAPPIST-1 g  | TRAPPIST-1          | M8V         | 1,32            | 1,13         | 0,25        | 204     | 12,4             | 39              | 0.58 | [ 5 ]        |

## Pianeti extrasolari situati in una zona abitabile "ottimistica"
Gli esopianeti sottostanti orbitano in una zona abitabile "ottimistica" e potrebbero essere abitabili solo in determinati periodi della vita della stella e hanno quindi meno probabilità di mantenere acqua liquida in superficie, oppure hanno meno possibilità di avere una composizione rocciosa, poiché hanno raggi superiori a 1,5 R⊕ o 2 volte quello della Terra e potrebbero quindi essere dei mondi oceanici o dei mininettuno. Questa lista comprende i pianeti con ESI uguale o superiore a 0,70.
| Oggetto       | Stella       | Tipo spett. | Massa (M⊕) | Raggio (R⊕) | Flusso (F⊕) | Teq (K) | Periodo (giorni) | Distanza (a.l.) | ESI  | Note         |
| ------------- | ------------ | ----------- | ---------- | ----------- | ----------- | ------- | ---------------- | --------------- | ---- | ------------ |
| Kepler-452 b  | Kepler-452   | G2V         | 5±2        | 1,63        | 1,11        | 295     | 385              | 1828            | 0.83 | [ 1 ]        |
| Kepler-62 e   | Kepler-62    | K2V         | -          | 1,61        | 1,15        | 298     | 122,4            | 1200            | 0.83 | [ 1 ] [ 11 ] |
| Kepler-1652 b | Kepler-1652  | M2V         | -          | 1,60        | 0,84        | 276     | 38,1             | 822             | 0.83 | [ 1 ]        |
| Wolf 1061 c   | Wolf 1061    | M3.5V       | 4,3        | 1,6         | 1,30        | 306     | 17,9             | 14              | 0.80 | [ 1 ]        |
| Kepler-1410 b | Kepler-1410  | K?V         | ~6,6       | 1,8         | 1,07        | 283     | 60,9             | 1196            | 0.80 | [ 1 ]        |
| Gliese 667 Cc | Gliese 667 C | M3V         | ≥3,7       | -           | 0,88        | 278     | 28,14            | 23,2            | 0.80 | [ 1 ] [ 12 ] |
| Kepler-1544 b | Kepler-1544  | K?V         | -          | 1,78        | 0,84        | 276     | 168,8            | 1138            | 0.79 | [ 1 ]        |
| Kepler-283 c  | Kepler-283   | K?V         | -          | 1,8         | 0,89        | 280     | 92,7             | 1741            | 0.79 | [ 1 ]        |
| Ross 508 b    | Ross 508     | M4.5V       | 4.0        | 1.83        | 1.32        | 302     | 10,77            | 36,6            | 0.77 | [ 1 ] [ 13 ] |
| Kepler-1638 b | Kepler-1638  | G2V         | ~7,9       | 1,9         | 1,39        | 312     | 259,3            | 2866            | 0.76 | [ 1 ]        |
| Kepler-440 b  | Kepler-440   | K?V         | -          | 1,91        | 1,40        | 308     | 101,1            | 851             | 0.75 | [ 1 ]        |
| Kepler-1653 b | Kepler-1653  | K?          | -          | 2,17        | 1,04        | 291     | 140              | 2461            | 0.74 | [ 1 ]        |
| Gliese 433 d  | Gliese 433   | M2V         | ≥ 5,22     | ~ 2,14      | 1,17        | 299     | 36,1             | 30              | 0.74 | [ 1 ]        |
| Kepler-705 b  | Kepler-705   | M?V         | -          | 2,1         | 0,77        | 249     | 56,1             | 818             | 0.73 | [ 1 ]        |
| K2-332 b      | K2-332       | M?V         | ~ 5,47     | 2,20        | 1,20        | 267     | 17,7             | 402             | 0.73 | [ 1 ]        |
| Kepler-155 b  | Kepler-155   | M0V         | ~ 5.66     | 2,24        | 1,05        | 291     | 52,7             | 957             | 0.73 | [ 1 ]        |
| TOI-2257 b    | TOI-2257     | M3V         | ~ 5,43     | 2,20        | 0,74        | 254     | 35,2             | 188             | 0.72 | [ 1 ]        |
| Kepler-443 b  | Kepler-443   | K?V         | ~ 6,04     | 2,35        | 0,89        | 279     | 177,7            | 2615            | 0.71 | [ 1 ]        |
| Kepler-22 b   | Kepler-22    | G5V         | —          | 2,4         | 1,10        | 294     | 289,9            | 619             | 0.71 | [ 1 ] [ 14 ] |
| Kepler-1701 b | Kepler-1701  | K?V         | 5,56       | 2,22        | 1,42        | 314     | 169,1            | 1904            | 0.71 | [ 1 ]        |
| Kepler-1606 b | Kepler-1606  | G?V         | 4,93       | 2,07        | 1,64        | 325     | 196,4            | 2710            | 0.70 | [ 1 ]        |
| K2-18 b       | K2-18        | M?V         | 8,92       | 2,37        | 1,26        | 303     | 32,9             | 324             | 0.70 | [ 1 ] [ 15 ] |
| K2-9 b        | K2-9         | M?V         | 5,69       | 2,25        | 1,45        | 316     | 18,4             | 270             | 0.70 | [ 1 ] [ 16 ] |
| Gliese 180 c  | Gliese 180   | M3V         | 6,4        | 2,41        | 0,78        | 270     | 24,3             | 39              | 0.70 | [ 1 ]        |

## Fattori di abitabilità
Oltre all'ESI, un'altra metodologia del gruppo di Abel Mendez dell'Università di Arecibo è stata quella di valutare altri fattori fondamentali riguardo l'abitabilità planetaria, come ad esempio:
- L'abitabilità primaria normale (SPH, in inglese: Standard Primary Habitability) è l'idoneità per la vegetazione sulla scala da 0 ad 1. Dipende dalla temperatura superficiale (e dalla umidità relativa se conosciuta).[17]
- L'HZD (in inglese: Habitable Zone Distance) è la distanza dal centro della zona abitabile sulla scala da -1 ad 1, dove -1 rappresenta il confine interiore della zona, ed 1 rappresenta il confine esterno. Questo valore dipende dalla luminosità e dalla temperatura di una stella e dal raggio della orbita planetaria.[17]
- L'HZC (in inglese: Habitable Zone Composition) è una misura di composizione di un pianeta, dove valori vicini a 0 rappresentano probabilmente la miscela di ferro, di roccia, e di acqua. Valori inferiori a -1 rappresentano corpi probabilmente composti prevalentemente di ferro, e valori superiori a +1 rappresentano corpi composti prevalentemente di gas. Il valore dipende dalla massa e dal raggio di un pianeta.[17]
- L'HZA (in inglese: Habitable Zone Atmosphere) è una misura di abilità di un pianeta di avere un'atmosfera abitabile, dove valori inferiori a -1 rappresentano corpi che probabilmente non hanno un'atmosfera, e valori superiori a +1 corrispondono a corpi con spesse atmosfere di idrogeno. Pianeti con valori tra il -1 e l'1 più probabilmente hanno un'atmosfera idonea per la vita, benché lo zero non sia necessariamente l'ideale. Il valore dipende dalla massa, dal raggio e l'orbita planetaria e dalla luminosità della stella.[17]
- La classe planetaria (pClass, in inglese: Planetary Class) classifica oggetti secondo la loro zona termale (bollente, caldo o freddo, dove caldo è nella zona abitabile), e la massa (asteroidale, mercuriana, subterrestre, terrestre, superterrestre, neptuniana, e gioviana).[17]
- La classe d'abitabilità (hClass, in inglese: Habitability Class) classifica oggetti secondo la loro temperatura superficiale: ipopsicropianeti (hP) = molto freddi (< −50 °C); psicropianeti (P) = freddi; mesopianeti (M) = di temperatura media (0–50 °C); termopianeti (T) = caldi; ipertermopianeti (hT) = molto caldi (> 100 °C). I Mesopianeti potrebbero essere ideali per la vita complessa, e oggetti di classe hP e hT potrebbe avere solo una vita estremofilica. I pianeti non abitabili ricevono la classe NH.[17]